# Schneckengang
Unter einem Schneckengang versteht man in der Optik und Feinmechanik einen mit Hilfe eines Gewindes in der Länge verstellbaren Tubus, der es gestattet, zum Beispiel ein Linsen- oder Spiegelsystem auf der optischen Achse zu bewegen. Dies ist vor allem zur Entfernungseinstellung (Einstellen der Bildschärfe) notwendig.
In der allgemeinen Mechanik sind Schneckengänge eine von mehreren Möglichkeiten, eine drehende Bewegung etwa eines Servo- oder Schrittmotors in eine translatorische Bewegung, also eine Verschiebung, umzusetzen. Hier werden aber meistens keine Hohlkörper (Tuben), sondern Präzisionsspindeln als Schraubgetriebe verwendet.

## Aufbau
Ein Schneckengang besteht als Schraubgetriebe aus einem feststehenden Außenmantel, der zum Beispiel das Anschlussgewinde oder -bajonett für eine Kamera trägt, einem im Inneren befindlichen Gewinde, das durch einen von außen erreichbaren Ring verdreht werden kann sowie einem vorderen Mantelteil mit einer weiteren Anschlussmöglichkeit (Gewinde, Steckhülse, Bajonett), dass sich bei Drehung des Gewindes in der Längsachse vor- und zurückbewegt. Durch Drehung des Betätigungsrings verändert sich dadurch die Gesamtlänge des Schneckengangs stufenlos zwischen einem bauartbedingt vorgegebenen Kleinst- und Größtwert.

## Anwendung
Schneckengänge werden vor allem in der Fotografie und Astronomie verwendet, wo sie zur Einstellung der Entfernung (Scharfstellung) dienen. In der Mechanik ermöglichen sie genaue, teilweise auch computergesteuerte Feinbewegungen. 

## Kameras
Bei Fotokameras sind sie in das Objektiv eingebaut und bei modernen Digitalkameras meist mit dem automatischen Entfernungsmesser gekoppelt. Bei System- und Spiegelreflexkameras und älteren Modellen wird der Schneckengang von der drehbaren Entfernungs- bzw. Schärfenskala gesteuert und ändert die Gesamtlänge des Objektivs (siehe Bildweite): stellt man eine kurze Distanz ein, bewegt sich ein Teil des Objektivs nach vorne (von der Bildebene der Kamera weg). Neuere Objektive mit innenliegender Fokussierung bleiben in der Länge unverändert oder können sich auch scheinbar verkürzen, da die Entfernungseinstellung durch Verschieben einzelner Linsengruppen innerhalb des Objektivs erfolgt.

## Fernrohre
Bei astronomischen Teleskopen ist häufig das Okular mit einem Schneckengang ausgestattet. Durch Drehung des Okulars wird die Fokussierung bewirkt – doch im Gegensatz zum Kameraobjektiv wird hier das Okular verschoben: nämlich bei Naheinstellung um einige Millimeter vom Fernrohrobjektiv weg. Der Fokussierbereich ist umso länger, je größer die Brennweite des Teleskops ist.
Bei großen Sternwarte-Teleskopen und bei älteren oder einfachen Amateurteleskopen ist der Verstellmechanismus meist keine Schnecke, sondern eine Zahnstange mit Drehknopf.
Bei Ferngläsern erfolgt zwar die Entfernungseinstellung über den mit einer Zahnstange verbundenen Mitteltrieb, das rechte Okular hat jedoch einen Schneckengang, welcher den Dioptrienausgleich für unterschiedliche Augen ermöglicht.

### Weitere Anwendungen
Ferner werden Schneckengänge in vielfacher Gestalt überall dort verwendet, wo genaue Zustellbewegungen nötig sind – beispielsweise in der Messtechnik, in der Feinmechanik, im Maschinenbau und anderenorts. Oft werden diese Schneckengänge mit mechanischen oder elektrischen Antrieben versehen.